# Mogyoróssy Győző
Mogyoróssy Győző (Debrecen, 1914. december 23. – Budapest, 1981. december 20.) olimpiai bronzérmes magyar tornász.

## Életpályája
1934-től a Debreceni Torna Egylet, később a Testnevelési Főiskola tornásza volt. Az 1948. évi nyári olimpiai játékokon bronzérmes magyar tornászcsapat tagja volt, 1936-ban hetedik helyezettek lettek. 1935-ben a főiskolai világbajnok magyar csapat tagja volt, 1939-ben nyújtón, 1940-ben összetett egyéniben magyar bajnok volt.

### Sikerei, díjai
- Olimpiai játékok:
  - bronzérmes: 1948
- Főiskolai világbajnokság:
  - bajnok: 1935
- Magyar bajnokság
  - bajnok:
    - nyújtó: 1939
    - összetett egyéni: 1940